# In the Dark (canción de Bring Me the Horizon)
In the Dark es una canción de la banda de rock británica Bring Me the Horizon. Fue producido por el vocalista de la banda Oliver Sykes y el tecladista Jordan Fish, aparece en el sexto álbum de estudio del grupo Amo. La pista fue lanzada como el séptimo y último sencillo del álbum el 21 de octubre de 2019.

## Composición
"In the Dark" ha sido descrito por los críticos como pop rock, rock electrónico y electropop. Fue escrita por el vocalista principal de la banda, Oliver Sykes, el guitarrista Lee Malia, el bajista Matt Kean, el baterista Matt Nicholls y el teclista Jordan Fish. Fue producido por Sykes y Fish. Hablando sobre la canción a Kerrang!, Fish declaró de qué se trataba la canción:

"Este es uno de los más pop. O al menos no es muy pesado, ni tiene guitarras de rock. Es desde la perspectiva de alguien que descubrió que su amante lo estaba engañando. Musicalmente es muy diferente para nosotros. Estamos muy orgullosos de Queríamos asegurarnos de que se colocara bastante temprano en el registro para que no se perdiera. Y aunque es amapola, todavía está bastante oscuro. No nos preocupamos por lo que la gente pueda pensar de eso. No es un saludable mentalidad en la que estar cuando intentas escribir música. Tratamos de no dejar que lo que la gente pueda esperar de nosotros nos afecte creativamente, pero al mismo tiempo todavía nos gusta la música pesada. Así que es una consideración. Nadie quiere alienar por completo a sus fans existentes. Estoy seguro de que la gente tardará un minuto en entenderlo, pero tengo tanta confianza en el álbum en general que sé que aceptarán".

## Lanzamiento y promoción
El 18 de octubre de 2019, la banda reveló un adelanto en sus cuentas de redes sociales para un video que usaba música de "In the Dark" con la leyenda "r u ready?" Esto hizo que los fanáticos creyeran que la banda estaba a punto de lanzar un video musical para el sencillo, que se anunció que se lanzaría el 21 de octubre de 2019.

## Video musical
El video de "In the Dark" se lanzó el 21 de octubre de 2019 y fue dirigido por el líder Oliver Sykes y Brian Cox.
El video musical está protagonizado y gira en torno al actor estadounidense Forest Whitaker. La hija de Whitaker era fanática de la banda y él y su hija asistieron juntos a un concierto en 2017. La banda se reunió con Whitaker y su hija en el backstage después del concierto. Se mantuvieron en contacto y querían hacer algo juntos. Se reveló que Whitaker fue fijado inicialmente para interpretar al protagonista en "Mantra", pero tuvo que retirarse debido a conflictos de programación. Sykes reveló que Whitaker lo contactó cuando estaban a punto de grabar el video de "In the Dark" y todo encajó.